# 에미히 추 라이닝겐 후자

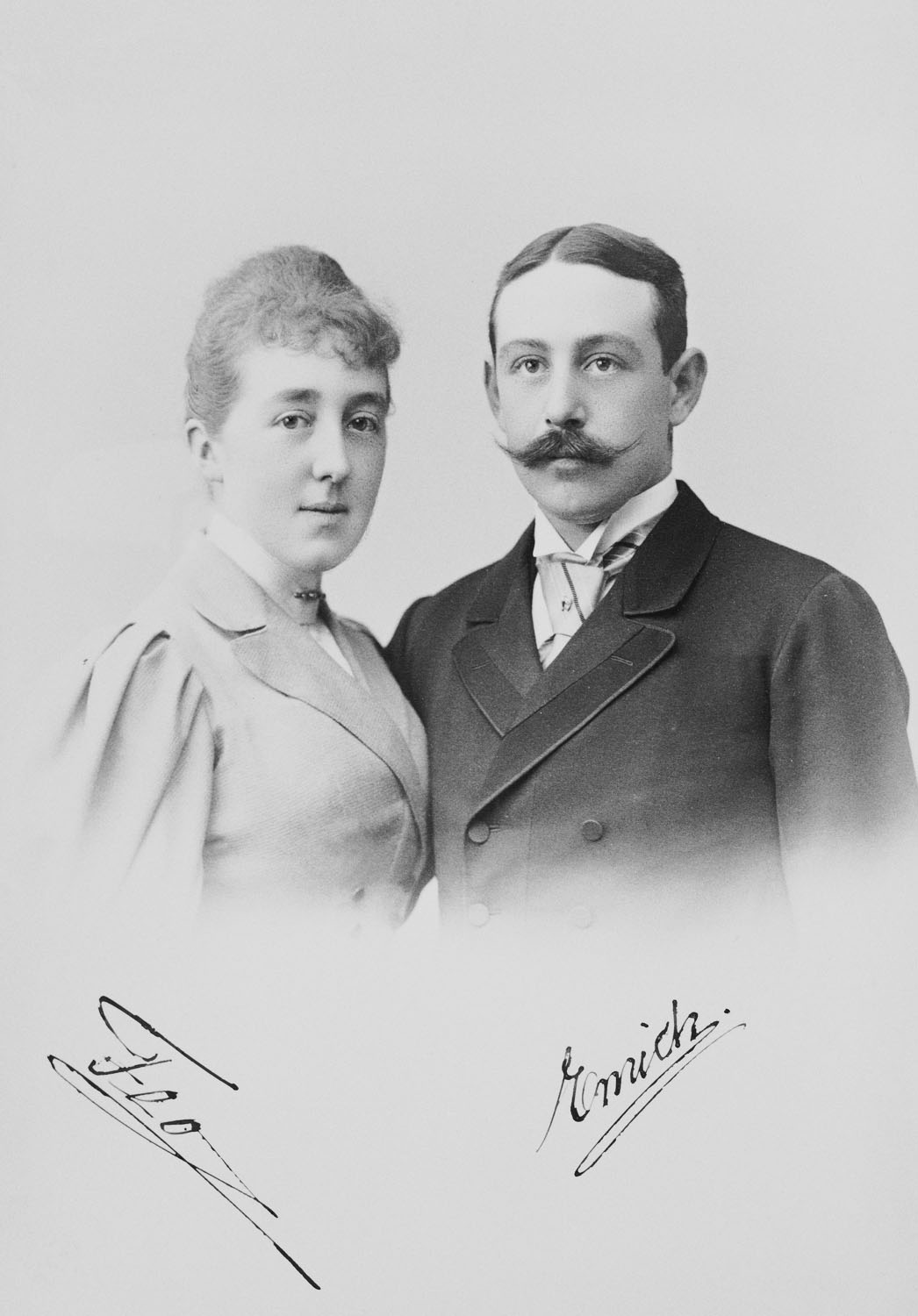
에미히 추 라이닝겐 후자와 그의 부인

라이닝겐 후자 에미히(Emich, Prince of Leiningen, 1866년 1월 18일 ~ 1939년 7월 18일)은 에른스트 추 라이닝겐 후자의 아들이었다. 그는 1904년부터 1918년까지 라이닝겐의 다섯 번째 후작이었으며, 이후 1918년부터 사망할 때까지 라이닝겐 후작의 작위를 받았다.